# KkStB 2.0
Der kkStB 2.001 war ein Dampftriebwagen der k.k. österreichischen Staatsbahnen (kkStB), der auf Rechnung der Lokalbahn Laun–Libochowitz beschafft wurde.

## Geschichte
Der kkStB 2.001 wurde 1902 von der Waggonfabrik Ringhoffer in Prag-Smichow gebaut. Kessel und Dampfmaschine wurden von der Maschinenfabrik Esslingen zugeliefert. Eingesetzt wurde er auf der Lokalbahn Laun–Libochowitz (Louny–Libochovice), auf der die kkStB den Betrieb führten. Der Betreiber war mit dem Fahrzeug nicht zufrieden, da die Leistung zu gering war und häufig Rohrbrüche zu beklagen waren.
Nach dem Ersten Weltkrieg kam das Fahrzeug in den Bestand der Tschechoslowakischen Staatsbahnen (ČSD), die es mit M 113.001 bezeichnete
und bereits 1926 in einen normalen Personenwagen umbauen ließ.

## Technischer Merkmale
Der Kessel entsprach der Bauart Serpollet.